# Leonard Kleinrock
Leonard Kleinrock (* 13. června 1934 New York) je americký informatik. Věnoval se technologii přepojování paketů a stal se tak jedním z průkopníků internetu.
Vystudoval Massachusettský technologický institut a ve své doktorské práci se zabýval teorií hromadné obsluhy. Od roku 1963 působí na Kalifornské univerzitě v Los Angeles, kde byl jeho žákem také Vint Cerf. Spolupracoval na projektu ARPANET a v roce 1969 se stal prvním člověkem v historii, který odeslal zprávu prostřednictvím počítače. Byl také jedním ze zakladatelů počítačové firmy Linkabit. Vedly tým, který v roce 1988 sepsal pro Kongres Spojených států amerických zprávu nazvanou Toward a National Research Network, díky níž Al Gore podpořil financování počítačového výzkumu.
Je členem Americké akademie umění a věd. V roce 2012 byl uveden do Internetové síně slávy. Obdržel Národní vyznamenání za vědu a Draperovu cenu. Vystupoval v dokumentárním filmu o počátcích internetu Nerds 2.0.1.